# 色带
色帶是一種列印耗材，從最早的機械撞擊式的打字機到後來的電腦針式印表機，都有使用到此物。

## 簡介
色帶的工作原理就是利用針式印表機機頭內的點陣撞針或是英文打字機中的字母撞件，去撞擊列印色帶，在列印紙上產生列印效果。為1888年，由雅克布·L·沃特曼發明並得到專利。

## 製成
以尼龍絲為原料編織而成的帶基經過油墨的浸泡、染色後製成。